# 刘玉堤

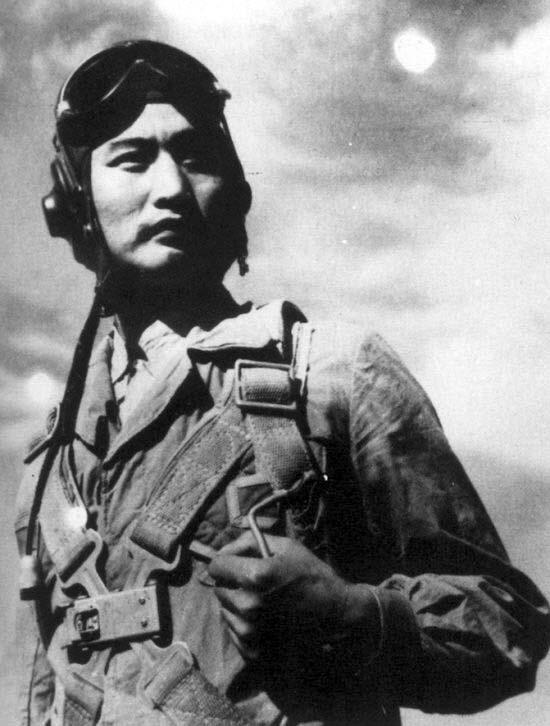
1951年朝鲜战争前线的刘玉堤

刘玉堤（1923年10月26日—2015年2月17日），原名刘玉褆，曾用名刘玉提，河北省沧县人，中国人民解放军中将，志愿军王牌飞行员。

## 生平
刘玉堤1938年10月参加八路军，1939年加入中国共产党，毕业于抗大二分校、东北人民解放军航空学校。朝鲜战争中，成为志愿军空军王牌，击落敌机7架，击伤1架。其中在僚机失散的情况下，击落敌机4架。1975年，接替李际泰，担任北京军区空军司令员。1988年被授予空军中将军衔。曾获志愿军一级战斗英雄称号、三级独立自由勋章、三级解放勋章。1990年4月，刘玉堤中将离开工作岗位休养。
2015年2月16日逝世前一天，刘玉堤在接受中国人民解放军空军司令员马晓天看望时，因在弥留之际，身体已极度虚弱，已无法用语言表达意思，刘玉堤用极强的意志忍着强烈的病痛给马晓天写下他最后的心愿：“大大发展轰炸机”（笔迹不清且有重复、描画，难以辨认，媒体大多解读为“大大发展轰战机”七字）。
2015年2月17日5时在北京逝世，寿92岁。

## 家庭

### 夫人
- 贾兆泉，中国人民解放军空军保伞员

### 子女
- 刘飞保，原北京军区空军装备部副部长，空军大校
- 刘晓燕
- 刘湘香，中国人民解放军空军航空医学研究所眼科军医，嫁空一军前军长陈继发之子陈伟良

### 内外孙
- 刘京晶
- 陈浏，刘湘香之子，中国人民解放军空军飞行试验训练基地副站长，空军中校，能飞歼20、歼16和歼10C[6]